# Medalha de Serviços Relevantes
A Medalha de Serviços Relevantes é uma condecoração concedida aos militares da Marinha do Brasil, ou aliadas, por relevantes serviços prestados ao Brasil, por destaque em ações de guerra, ou que tenham cumprido trezentos dias de serviço em campanha no mar.